# Rhodometra anthophilaria
Rhodometra anthophilaria là một loài bướm đêm trong họ Geometridae.